# بارکلی هومستید
بارکلی هومستید (به انگلیسی: Barkly Homestead) شهرکی واقع در ایالت قلمرو شمالی در استرالیاست.